# Concept d'espèce
Le problème des espèces est l'ensemble des questions qui se posent lorsque les biologistes tentent de définir ce qu'est une espèce. Une telle définition est appelée concept d'espèce ; il existe au moins 26 concepts d'espèces reconnus. Un concept d'espèce qui fonctionne bien pour les organismes se reproduisant sexuellement tels que les oiseaux est inapplicable pour les espèces qui se reproduisent de manière asexuée, comme les bactéries. L'étude scientifique du problème des espèces a été appelée microtaxonomie.
Une question courante, mais parfois difficile à résoudre, est de savoir comment décider au mieux à quelle espèce appartient un organisme, car des groupes isolés sur le plan de la reproduction peuvent ne pas être facilement reconnaissables et des espèces cryptiques peuvent être présentes. Il existe un continuum allant de l'isolement reproductif sans croisement à la panmixie où les croisements sont illimités. Les populations peuvent avancer ou reculer le long de ce continuum, répondre à tout moment aux critères liés au concept de l'une ou l'autre espèce, et à défaut répondre à d'autres critères différents.
De nombreux débats sur les espèces portent sur des questions philosophiques, telles que le nominalisme et le réalisme, et sur des questions de langage et de cognition.
Le sens actuel de l'expression « problème des espèces » est très différent de ce que Charles Darwin et d'autres entendaient par là au cours du XIXe siècle et au début du XXe siècle. Pour Darwin, le problème des espèces était la question de savoir comment de nouvelles espèces sont apparues au cours de l'évolution. Darwin a cependant été l'une des premières personnes à se demander à quel point les espèces sont bien définies, étant donné qu'elles évoluent constamment.

« J'ai été très frappé par le caractère totalement vague et arbitraire de la distinction entre les espèces et les variétés. »

— Charles Darwin, L'Origine des espèces, p.48

## Histoire

### Avant Darwin
L'idée qu'un organisme se reproduit en donnant naissance à un organisme similaire, ou en produisant des graines qui poussent pour donner un organisme similaire, remonte aux premiers jours de l'agriculture. Alors que les gens avaient tendance à considérer cela comme un processus relativement stable, un certain nombre d'entre eux pensaient que le changement (au fil des générations) était possible. Le terme espèce était simplement utilisé comme terme pour une sorte ou un type d'organisme, jusqu'à ce qu'en 1686 John Ray introduise le concept biologique selon lequel les espèces se distinguent en produisant toujours la même espèce, et cela était fixe et permanent, bien que des variations notables étaient possibles au sein d'une même espèce,. Carl von Linné au XVIIIe siècle a officialisé la classification taxonomique des espèces et a conçu le système d'appellation en deux parties de la nomenclature binomiale que nous utilisons aujourd'hui. Cependant, cela n'a pas empêché que se poursuivent des désaccords sur la meilleure façon d'identifier les espèces.

L'histoire des définitions du terme "espèce", révèle que les bases du débat moderne sur les espèces étaient vivaces et existaient bien avant Darwin :  

« Le point de vue traditionnel, développé par Cain, Mayr et Hull au milieu du XXe siècle, affirme que jusqu'à la parution de L'Origine des espèces de Charles Darwin, la philosophie et la biologie considéraient les espèces comme des sortes distinctes d'organismes, naturelles et invariables, possédant des caractéristiques essentielles. Cette "histoire de l'essentialisme" a été adoptée par de nombreux auteurs, mais remise en question dès le début par une minorité. [...] Quand Aristote et les premiers naturalistes ont écrit sur les essences des espèces, ils voulaient parler des "fonctions" essentielles, pas des "propriétés" essentielles. Richards a souligné que Linné a considéré les espèces comme éternellement fixées dans sa toute première publication de 1735, mais seulement quelques années plus tard, il a découvert l'hybridation en tant que modus pour la spéciation. »

— Haveman, 2013

### De Darwin à Mayr
Le célèbre livre de Charles Darwin L'Origine des espèces (paru en 1859) a fourni une explication sur la façon dont les espèces évoluent, si on les considère sur un temps suffisamment long à l'échelle de leur reproduction. Bien que Darwin n'ait pas fourni de détails sur la façon dont une espèce peut se scinder pour en donner deux, il considérait la spéciation comme un processus graduel. Si Darwin avait raison, alors, lorsque de nouvelles espèces naissantes se forment, il doit y avoir une période de temps où elles ne sont pas encore suffisamment distinctes pour être reconnues comme espèces. La théorie de Darwin suggérait qu'il n'y avait souvent pas de fait objectif sur la question de savoir si, pour un type d'organisme donné, il appartenait à une ou deux espèces.
Le livre de Darwin a déclenché une crise d'incertitude pour certains biologistes quant à l'objectivité des espèces, et certains se sont demandé si les espèces individuelles pouvaient être objectivement réelles — c'est-à-dire avoir une existence indépendante de l'observateur humain,.
Dans les années 1920 et 1930, la théorie de l'hérédité de Mendel et la théorie de l'évolution de Darwin par sélection naturelle ont été jointes à ce qu'on a appelé la théorie synthétique moderne de l'évolution. Cette conjonction de théories a également eu un impact important sur la façon dont les biologistes considèrent les espèces. Edward Poulton a anticipé de nombreuses idées sur les espèces qui sont aujourd'hui bien acceptées et qui ont été plus tard développées par Theodosius Dobzhansky et Ernst Mayr, deux des architectes de la synthèse moderne. Le livre de Dobzhansky de 1937 a fait ressortir les processus génétiques qui se produisent lorsque les espèces naissantes commencent à diverger dans l'arbre de l'évolution. En particulier, Dobzhansky a décrit le rôle critique, pour la formation de nouvelles espèces, de l'évolution de l'isolement reproducteur.

### Leconcept d'espèces biologiquesde Mayr
Le livre d'Ernst Mayr de 1942 a marqué un tournant dans le problème des espèces. Dans cet ouvrage, il a écrit sur la façon dont les différents chercheurs abordent l'identification des espèces, et il a caractérisé leurs approches comme des concepts d'espèces. Il a plaidé en faveur de ce que l'on a appelé le concept d'espèces biologiques (BSC en anglais pour biological species concept), selon lequel une espèce est constituée de populations d'organismes qui peuvent se reproduire entre elles et qui sont isolées de manière reproductrice d'autres populations, bien qu'il n'ait pas été le premier à définir les "espèces" sur la base de la compatibilité reproductive. Par exemple, Mayr explique comment Buffon a proposé ce type de définition des "espèces" en 1753. Theodosius Dobzhansky était un contemporain de Mayr et l'auteur d'un livre sur les origines évolutives des barrières reproductives entre les espèces, publié quelques années avant celui de Mayr et devenu un classique. De nombreux biologistes attribuent conjointement à Dobzhansky et Mayr l'accent mis sur l'isolement reproductif,.
Après le livre de Mayr, quelque deux douzaines de concepts d'espèces ont été introduits. Certains, comme le concept des espèces phylogénétiques (PSC en anglais pour phylogenetic species concept), ont été conçus pour être plus utiles que le BSC pour décrire les espèces. De nombreux auteurs ont prétendu "résoudre" ou "dissoudre" le problème des espèces,,,,,,. Certains ont fait valoir que le problème des espèces est trop multidimensionnel pour être "résolu" par un seul concept. Depuis les années 1990, d'autres ont soutenu que les concepts destinés à aider à décrire les espèces n'ont pas aidé à résoudre le problème des espèces,,,,. Bien que Mayr ait promu le BSC pour une utilisation en systématique, certains systématiciens l'ont critiqué comme n'étant pas opérationnel,,,. Pour d'autres, le BSC est la définition qu'il faut préférer quand on parle d'espèces. De nombreux généticiens qui travaillent sur la spéciation préfèrent le BSC car il met l'accent sur le rôle de l'isolement reproductif. Il a été avancé que le BSC est une conséquence naturelle de l'effet de la reproduction sexuelle sur la dynamique de la sélection naturelle,,,.

## Aspects philosophiques

### Réalisme
Le réalisme, dans le contexte du problème des espèces, est la position philosophique selon laquelle les espèces sont de véritables entités indépendantes de l'esprit, des espèces naturelles (natural kinds en anglais). Mayr, un partisan du réalisme, a tenté de démontrer que les espèces existent en tant que catégories naturelles et extra-mentales. Il a montré par exemple que la tribu néo-guinéenne classifie les oiseaux en 136 espèces, ce que les ornithologues occidentaux ont reconnu de manière indépendante : 

« J'ai toujours pensé qu'il n'y a pas de réfutation plus dévastatrice des revendications nominalistes que le fait mentionné ci-dessus que les indigènes primitifs de Nouvelle-Guinée, avec une culture datant de l'âge de pierre, reconnaissent comme espèces exactement les mêmes entités de la nature que les taxonomistes occidentaux. Si l'espèce était quelque chose de purement arbitraire, il serait totalement improbable que les représentants de deux cultures radicalement différentes parviennent à des délimitations d'espèces identiques. »

— Ernst Mayr, Toward a New Philosophy of Biology, p.317

L'argument de Mayr a cependant été critiqué comme suit : 

« Le fait que des observateurs indépendants voient à peu près les mêmes espèces dans la nature ne montre pas que les espèces sont des catégories réelles plutôt que nominales. Tout au plus montre-t-elle que tous les cerveaux humains sont reliés entre eux par une perception des groupes statistiquement similaire (Ridley, 1993). De ce point de vue, nous [les humains] aurions pu être "câblés" différemment et différentes espèces pourraient maintenant être câblées différemment de nous, de sorte que l'on ne peut pas dire qu'un seul câblage soit "vrai" ou véridique. »

— Stamos, The Species Problem, p.95
Une autre position en réalisme soutient que les espèces naturelles sont délimitées par le monde lui-même, du fait de posséder une propriété unique qui est partagée par tous les membres d'une espèce, et aucune en dehors du groupe. En d'autres termes, un type naturel possède une caractéristique essentielle ou intrinsèque ("essence") qui est auto-individualisante et non arbitraire. Cette notion a été fortement critiquée comme essentialiste, mais les réalistes modernes ont soutenu que si les espèces naturelles biologiques ont des essences, celles-ci n'ont pas besoin d'être corrigées et sont sujettes à changement par la spéciation. Selon Mayr (1957), l'isolement ou le croisement reproductif « fournit un critère objectif, un critère complètement non arbitraire » et « la description d'une relation de présence ou d'absence rend ce concept d'espèce non arbitraire ». Le BSC définit les espèces comme « des groupes de populations naturelles réellement ou potentiellement croisées, qui sont isolées de manière reproductrice d'autres groupes de ce type ». Dans cette perspective, chaque espèce repose sur une propriété (isolement reproductif) partagée par tous les organismes de l'espèce qui les distingue objectivement.

### Nominalisme
Certaines variantes philosophiques du nominalisme proposent que les espèces ne soient que des noms que les gens ont attribués à des groupes de créatures, mais les lignes tracées entre les espèces ne reflètent aucun point de coupure biologique sous-jacent fondamental. De ce point de vue, le genre de choses auxquelles les gens ont donné des noms ne reflète aucune réalité sous-jacente. Il s'ensuit alors que les espèces n'existent pas en dehors de l'esprit, car les espèces ne sont que des abstractions nommées. Si les espèces ne sont pas réelles, il ne serait pas judicieux de parler de "l'origine d'une espèce" ou de "l'évolution d'une espèce". Depuis au moins les années 1950, certains auteurs ont adopté ce point de vue et ont statué que les espèces n'étaient pas réelles,.
Un contrepoint aux vues nominalistes concernant les espèces a été soulevé par Michael Ghiselin qui a soutenu qu'une espèce individuelle n'est pas un type, mais plutôt un individu réel, une entité réelle,. Cette idée vient du fait de considérer une espèce comme une population dynamique en évolution. Si elle est considérée comme une entité, une espèce existerait, que les gens l'aient observée ou non et qu'elle ait ou non reçu un nom.

### Pragmatisme
Une vision alternative populaire, le pragmatisme, adoptée par des philosophes tels que Philip Kitcher et John Dupré, soutien qu'alors que les espèces n'existent pas au sens d'espèces naturelles, elles sont conceptuellement réelles et existent pour des raisons de commodité et pour des applications pratiques. Par exemple, quelle que soit la définition des espèces que l'on utilise, on peut toujours comparer quantitativement la diversité des espèces entre les régions ou les décennies, tant que la définition est maintenue constante dans une étude. Cela a une importance pratique pour l'avancement des sciences de la biodiversité et des sciences de l'environnement.

### Langage et rôle des enquêteurs humains
La critique nominaliste du point de vue selon lequel des sortes de choses existent, soulève la question du rôle que les humains jouent dans le problème des espèces. Par exemple, Haldane a suggéré que les espèces ne sont que des abstractions mentales.
Plusieurs auteurs ont noté la similitude entre "espèce", en tant que mot de sens ambigu, avec les remarques faites par Wittgenstein sur les concepts de ressemblance familiale et l'indétermination du langage,,.
Jody Hey a décrit le problème des espèces comme résultat de deux motivations contradictoires des biologistes, :
1. Classer et identifier les organismes ;
2. Comprendre les processus évolutifs qui donnent naissance aux espèces.

Selon le premier point de vue, les espèces nous apparaissent comme des espèces naturelles typiques, mais lorsque les biologistes se tournent vers la compréhension de l'évolution des espèces, celles-ci se révèlent changeantes et sans limites nettes. Hey a fait valoir qu'il n'est pas réaliste de s'attendre à ce qu'une définition du mot "espèce" réponde aux besoins de catégorisation et reflète toujours les réalités changeantes des espèces qui évoluent.

### Pluralisme et monisme
De nombreuses approches du problème des espèces ont tenté de développer une seule conception commune de ce que sont les espèces et de la façon dont elles devraient être identifiées. On pense que si une telle description moniste des espèces pouvait être élaborée et convenue, le problème des espèces serait résolu. En revanche, certains auteurs ont plaidé pour le pluralisme, affirmant que les biologistes ne peuvent pas avoir un seul concept commun des espèces, et qu'ils devraient accepter plusieurs idées apparemment incompatibles sur les espèces,,,. David Hull a cependant fait valoir qu'il était peu probable que les propositions pluralistes résolvent réellement le problème des espèces.

## Citations notables
« Aucun terme n'est plus difficile à définir que" espèce ", et les zoologistes ne sont pas plus divisés que sur ce qu'il faut entendre par ce mot. » Nicholson (1872)
« Ces derniers temps, la futilité des tentatives pour trouver un critère universellement valable pour distinguer les espèces est devenue, à contrecœur, reconnue de façon assez générale. » Dobzhansky (1937)
« Le concept d'espèce est une concession à nos habitudes linguistiques et à nos mécanismes neurologiques. » Haldane (1956)
« Un aspect important de toute définition d'espèce, que ce soit en néontologie ou en paléontologie, est que toute affirmation selon laquelle des individus particuliers (ou des spécimens fragmentaires) appartiennent à une certaine espèce est une hypothèse (pas un fait). » Bonde (1977)
« Le problème des espèces est l'incapacité de longue date des biologistes à s'entendre sur la manière d'identifier les espèces et de définir le mot "espèce". » Salut (2001)
« Premièrement, le problème des espèces n'est pas principalement un problème empirique, mais il est plutôt chargé de questions philosophiques qui nécessitent — mais ne peuvent pas être résolues par — des preuves empiriques. » Pigliucci (2003)
« Nous montrons que bien que des groupes phénotypiques discrets existent chez la plupart des genres [végétaux] (> 80%), la correspondance des espèces taxonomiques avec ces groupes est faible (< 60%) et pas différente entre les plantes et les animaux. [...] Contrairement aux idées reçues, les espèces végétales sont plus susceptibles que les espèces animales de représenter des lignées indépendantes sur le plan de la reproduction. » Rieseberg et al. (2006)